# ブレダ会議

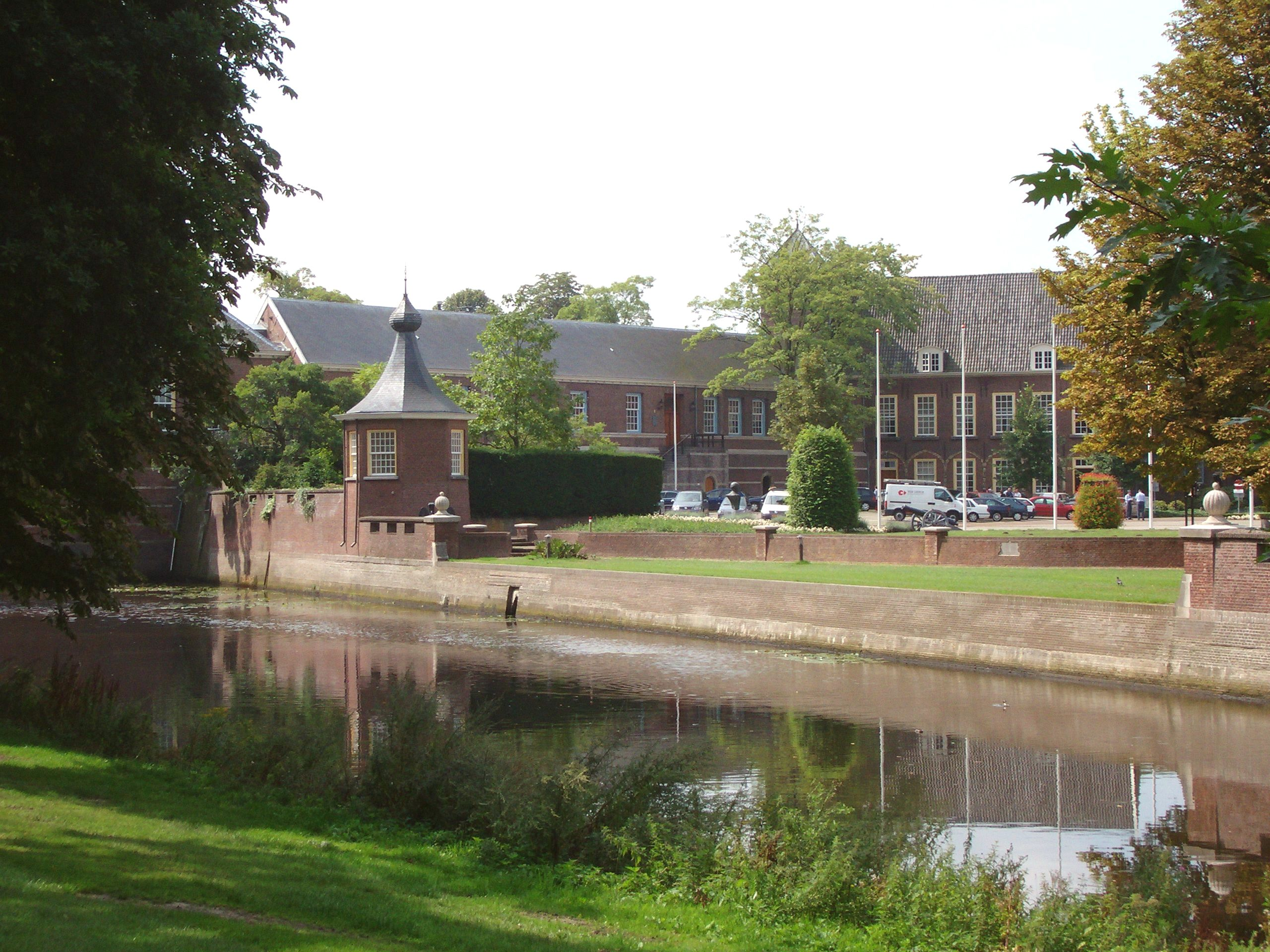
講和交渉が行われた場所の1つ、ブレダ城。2006年撮影。

ブレダ会議（ブレダかいぎ、英語: Congress of BredaまたはBreda peace talks）は1746年から1748年まで、グレートブリテン王国代表とフランス王国代表がネーデルラント連邦共和国のブレダで行った一連の交渉を指す。交渉の目的はオーストリア継承戦争の終結であり、後の講和条約であるアーヘンの和約の素地を作った。なお、ブレダ会議は正式な講和交渉ではなく、全ての参戦国が参加したわけではなかった。

## 背景
オーストリア継承戦争は1740年に勃発、イギリスとフランスは1744年にお互いに宣戦布告した。1746年、イギリス軍が数度敗北を喫したため反戦派が勢力を伸ばしていた。
一方、フランスでは戦争が資源と資金を枯渇させたため、講和を支持する者もいた。これにより、講和を目指すことで一致した英仏の代表は（実質的にはイギリスと同盟したが）公式的には中立国だったネーデルラント連邦共和国で講和交渉を行うことで合意した。

## 会議

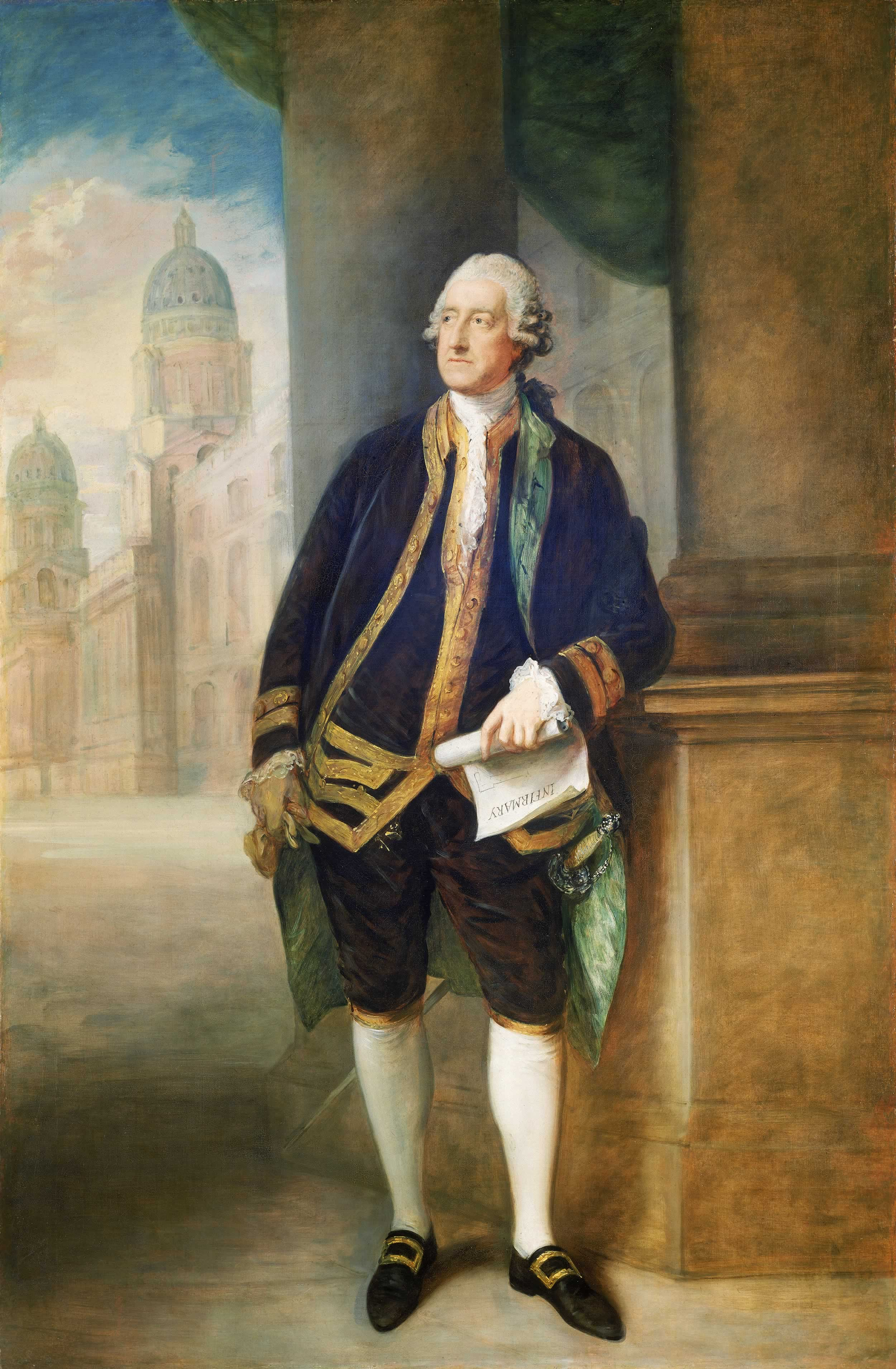
イギリス代表サンドウィッチ伯爵。肖像画はトマス・ゲインズバラ作、1783年。

イギリス代表はサンドウィッチ伯爵で、フランス代表はピュイジュー侯爵だった。サンドウィッチ伯爵らイギリス代表は同盟者のオラニエ公ウィレム4世から（会議の間限定で）ブレダ城の別館を借りて本部を設けた。イギリス首相ニューカッスル公爵はイギリス軍が勝利して交渉における情勢が改善するまで、交渉を引き延ばすことをサンドウィッチ伯爵に命じた。一方、フランスは一連の勝利の直後だったが、財政危機に直面していたため早期講和を目指した。
1746年8月に交渉が開始されたが、すぐに膠着に陥った。というのも、お互い何かを隠していると感じたからであった。フランスは度々同盟国を代表して条約締結を提案したが、イギリスは和解は必ず全ての交戦国を含まなければならないとして拒否した。またフランスはネーデルラントを「中立領土」と宣言してネーデルラントでの戦闘を終結させようとしたが、イギリスは将来の戦争でオランダを同盟国に引き入れたいためそれも拒否した。
この局面に不満を感じたフランスはピュイジューを召還して更迭した。サンドウィッチ伯爵はこの機に乗じて交渉の引き延ばしをもくろみ、後任のフランス代表に国からの認可を証明するよう要求した。さらにスペイン代表が突如現れて、スペイン王を代表する権利を有すると主張したことで交渉がさらに遅れた。
イギリスがフランス代表への手紙を傍受、コピーしたため、フランスの戦略は常にイギリスに筒抜けだった。
サンドウィッチ伯爵はオランダ滞在中にイギリス駐オランダ大使に任命され、ウィレム4世の自己クーデターを煽動した。このクーデターはフランドルにおける反仏同盟の強化を目的としたものだった。にもかかわらず、同盟軍が1747年のラウフフェルトの戦いとベルヘン・オプ・ゾーム攻囲戦で連敗したことで情勢がさらに悪化、イギリスも本腰を入れて交渉せざるを得なかった。やがて、フランスが1746年に占領したマドラスとイギリスが1745年に占領したルイブールの交換が提案され、ヨーロッパにおける講和案の素地が作られた。フランスがネーデルラントから撤退し、プロイセン王国のシュレージエン支配が承認された。
それまで平和合意が全ての交戦国の間で締結されなければならないと主張したにもかかわらず、イギリスはフランスと単独で条約の内容を合意した後、ほかの交戦国に提示して同意を求めることに同意するようになった。後者の交渉のために、アーヘンで改めて交渉の席が設けられ、全ての交戦国が招かれて英仏合意への正式な同意を求められた。

## その後
最終的には英仏がブレダ会議で合意した条約案通り、全ての交戦国が1748年のアーヘンの和約に同意して戦争が終結した。しかし、オーストリアのマリア・テレジアはイギリスがオーストリア不在のままブレダ会議でシュレージエンの割譲に同意したことに激怒した。このことは長期的には英墺同盟の崩壊を招いた。
サンドウィッチ伯爵はブレダ会議での功績を認められ、海軍大臣に任命された。ニューカッスル内閣はイギリスが獲得した唯一の領土であるルイブールを放棄したことで野党から批判され、フランスでもヨーロッパ大陸での有利な情勢をみすみす捨てたことが不満を招いた。その結果、フランスではブレダとアーヘンで合意された条約への不満を表すために"Bête comme la paix"（平和のようにばかばかしい）という成句が人気になった。